# RFK Achmat Groznyj
Achmat Groznyj (čečensky футболан клуб Ахмат Соьлжа-ГӀала, rusky Республиканский футбольный клуб «Ахмат») je ruský fotbalový klub, pojmenovaný na počest bývalého čečenského vůdce Achmata Kadyrova, z města Groznyj v Čečensku. Byl založen roku 1946. Své domácí zápasy hraje na stadionu Achmat-Arena s kapacitou 30 500 míst.
Klubové barvy jsou zelená a bílá.
Od sezóny 2008 hraje ruskou nejvyšší ligu.

## Úspěchy
- 1× vítěz ruského fotbalového poháru (2003/04)[2]

## Účast v evropských pohárech
| Ročník  | Soutěž     | Kolo        | Soupeř      | Doma | Venku | Celkem | Postup  |
| ------- | ---------- | ----------- | ----------- | ---- | ----- | ------ | ------- |
| 2004/05 | Pohár UEFA | 2. předkolo | Lech Poznań | 1:0  | 1:0   | 2:0    | postup  |
| 2004/05 | Pohár UEFA | 1. kolo     | FC Basilej  | 1:1  | 0:2   | 1:3    | vyřazen |